# Carl Jóhan Jensen
Carl Jóhan Jensen, né en 1957, est un écrivain, poète, critique littéraire et traducteur féroïen.

## Éléments biographiques
Carl Jóhan Jensen est né le 2 décembre 1957 à Tórshavn, la capitale des îles Féroé, où il a grandi. En 1973, sa famille s’installe au Danemark, où il obtient en 1976 son baccalauréat. La même année, il rentre aux îles Féroé et commence à travailler en tant que journaliste tout en étudiant les langues et littératures scandinaves, plus particulièrement le féroïen, à l’université. Il part ensuite en Islande où il se spécialise en littérature générale et en langue et littérature islandaises, puis passe un an en Australie, pays dont sa femme, Kate Sanderson, est originaire. Il termine en 1990 ses études à l’université des Féroé. Il vit ensuite cinq ans à Tromsø, en Norvège, où son épouse occupe de 1993 à 1998 les fonctions de secrétaire générale de la Commission sur les mammifères marins de l’Atlantique nord (NAMMCO). Le couple vit aujourd’hui à Tórshavn avec ses deux enfants.
Carl Jóhan Jensen est également très engagé politiquement en faveur de l'indépendance des îles Féroé.

## Œuvre
Carl Jóhan Jensen est l'auteur de sept recueils de poèmes, de deux romans - dont le plus récent, In - Histoires de diableries, qui compte environ 800 pages, a été sélectionné pour le grand prix de littérature du Conseil nordique - de deux volumes d'essais et de nouvelles. Il est également traducteur.
- 1977 - Yrkingar (poèmes)
- 1981 – Skríggj (poèmes)
- 1984 – Messa á kvøldi og fram undir morgun (poèmes)
- 1985 – Lygnir (poèmes)
- 1990 – Hvørkiskyn (poèmes), ouvrage sélectionné pour le grand prix de littérature du Conseil nordique
- 1995 – Rúm (nouvelles)
- 1997 – Tímar og rek (poèmes)
- 2000 – Mentir og mentaskapur (essais)
- 2005 – Ó– Søgur um djevulskap (roman)
- 2006 - September í bjørkum sum kanska eru bláar (poèmes); une version sur CD est également disponible
- 2007 - Apuvit og heimastýri (essais)

## Prix et distinctions
- Carl Jóhan Jensen a été président de l’Association des écrivains féroïens en 1991 et 1992.

- Le prix de littérature des Féroé (prix M. A. Jacobsen) lui a été décerné par trois fois: en 1989, en 2006 et en 2015.

- Comme son compatriote Jóanes Nielsen, il a été sélectionné à cinq reprises pour le grand prix de littérature du Conseil nordique (en 1991, 1998, 2007, 2008 et 2016), sans toutefois l'obtenir. Rappelons que depuis sa création en 1961, ce prix n'a été décerné que deux fois à des auteurs féroïens: en 1965 à William Heinesen (1900-1991) et en 1986 à Rói Patursson, (né en 1947).

- En 2011, une bourse d'un an lui est attribuée par le Fonds des Féroé pour la culture (Mentannargrunnur Landsins).

## Traductions
Le roman de Carl Jóhan Jensen intitulé Ó – søgur um djevulsskap a été traduit en norvégien et en suédois, et une traduction en islandais est en cours. Ci-dessous un aperçu des œuvres traduites: 

### allemand
- Moriæ Economicum in Verena Stössinger et Anna Katharina Dömling, Von Inseln weiß ich... Geschichten von den Färöern, traduit du féroïen par Inga Meincke, Unionsverlag, Zurich 2006

### norvégien
- U - Historier om djevelskap (roman) traduit du féroïen par Lars Moa,  Det Norske Samlaget, Oslo 2010

### portugais
- Nona manhã (poèmes), (titre original Níggundi morgun), traduit du féroïen par Luciano Dutra, Editora Moinhos[1], Belo Horizonte 2017

### suédois
- O – historier om djävulskap, (roman) traduit du féroïen par Anna Mattsson (en cours de publication)